# 宋公启
宋公启（？—前469年），子姓，名启。是宋元公的曾孙，公子褍秦的孙子，公孙周的儿子，宋景公的侄孙。
《左传》记载宋景公无子，以公孙周的儿子得与启在宫中抚养为嗣。前469年十月，宋景公在出游的时候去世，宋景公的宠臣大尹拥立启为国君，而右师皇缓，大司马皇非我、司徒皇怀、左师灵不缓、司城（即司空）乐茷、大司寇乐朱鉏等六卿反对，大尹和启投奔楚国，六卿拥立得继位，为宋昭公。
而《史记》记载前469年，宋景公死后，公孙纠的儿子特为父报仇，杀死景公的太子继位，特就是宋昭公，而没有宋公启的相关纪录。
| 前任： 伯祖父宋景公 | 宋国君主 前469年 | 繼任： 兄宋後昭公 |